# Vinko Ošlak

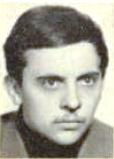
Vinko Ošlak

Vinko Ošlak (Slovenj Gradec, 23 juni 1947) is een Sloveens filosoof, schrijver en vertaler. Hij is actief esperantist.
Ošlak groeide op in Prevalje in Karinthië. Na de middelbare school in Slovenj Gradec (1967) ging Ošlak politicologie studeren aan de universiteit van Ljubljana. In 1991 behaalde hij een baccalaureaat aan de Akademio Internacia de la Sciencoj met het onderwerp "De staatsfilosofie bij Novalis". In 1993 haalde hij zijn magistertitel aan dezelfde instelling met het proefschrift over "Identiteit en Communicatie", waarin hij het minderhedenvraagstuk van Oostenrijks Karinthië onderzoekt.
Vinko Ošlak woont sinds 1983 in Klagenfurt en is sinds 1989 werkzaam in het bisdom Gurk-Klagenfurt. Hij is als andragoog en vertaler nauw betrokken bij de Katholieke Actie in Karinthië en richt zich vooral op de Sloveenstalige gelovigen in het diocees. Ošlak was jarenlang redacteur van Celovški Zvon, een Sloveens literair tijdschrift uit Karinthië. Van de hand van Ošlak verschenen tot nu toe verschillende essays, verhalen en novellen. Hij vertaalde werken uit het Duits, Engels en Esperanto naar zijn moedertaal Sloveens en vertaalde werken in het Esperanto.
Vinko Ošlak was een van de weinige behoudende katholieken, die in de voorbereidingen op het Sloveense NAVO-lidmaatschap een duidelijke afwijzing van de NAVO in het referendum bepleitte. Daarbij verweet hij de Sloveense pro-NAVO bisschoppen gevangen te zijn in een NAVO-hysterie. Het enige kerkelijke weekblad in Slovenië "Družina" viel Ošlak fel aan op diens kritische houding jegens het Sloveense NAVO-lidmaatschap. Volgens Ošlak is dat te herleiden tot de fysieke of in elk geval geestelijke verwantschap van dit blad met de domobranci, waaruit volgens hem blinde volgzaamheid van de Verenigde Staten volgt.
Ošlak was een van de initiatiefnemers tot het Wereld Sloveens Congres in Opčine (1988), dat leidde tot de eerste zitting in Ljubljana op 26 juni 1991. Hij behoort eveneens tot de critici van de organisatie, omdat deze in partijpolitiek vaarwater zou zijn geraakt.

## Werk
- Temelji humanizma : potrpežljivosti Nade, Helene in Matije, Ljubljana, Naše tromostovje 1976
- Seizmograf čutov, Maribor, Obzorja 1977
- Der Seismograph der Gefühle. Gedichte, Maribor, Obzorja 1977
- Pogovori pod šotori, Koper, Ognjišče 1983
- Zeltgespräche. Philosophie für Heranwachsende, Koper, Ognjišče 1983
- Sledovi Drage : izbor iz dnevnikov, Triëst, Mladika, 1985
- La dia patrino parolas en Medjugorje, Klagenfurt/Celovec, Mohorjeva založba 1986
- Esperantska alternativa : (ob 100-letnici mednarodnega jezika), Buenos Aires, Slovenska kulturna akcija 1987
- Inter nepra minoritateco kaj nepra universaleco, geluidscassette, Metz, 1988
- Historia, politika kaj kultura situacio de suda Karintio, geluidscassette, Tinje, 1990
- Jen la sablo el mia klepsidro - taglibro 1983-1986 Klagenfurt/Wenen, Mohorjeva Hermagoras, 1991
- Idento kaj komunikado, Acta Sanmarinensia Academiae Scientiarum Internationalis,  San Marino, Akademia Libroservo 1993
- Hagar, Ljubljana, Mihelac 1994
- Smiselno delati - solidarno živeti : žepni leksikon družbenih in socialnih pojmov : z ozirom na družbeni nauk katoliške Cerkve, Celovec, Katoliška Prosveta 1995
- Minoritata demando sublume de valoroj, Klaudiforumo 1995.
- Kie estas via frato, Habel?: Dediĉita al la memoro de la kvar Romaoj: Karl Horvath, Erwin Horvath, Peter Sarközy, Josef Simon  mortigitaj de bombo, kaŝita en indiktabula subtentubo, la 4an de februaro 1995, 1996
- Ŝakludantoj, Florianópolis, 1997
- Pojasnilo prijateljem o esperantu, Ravne na Koroškem, Voranc 1997
- Obletnica mature, Ravne na Koroškem, Voranc 1998
- Sentencoj (1975 - 1998), Klaudiforumo, Katoliška Akcija 1998
- La malbabela jaro - el la taglibro por la jaro 1987, Kraków, Jadwiga 1999
- Postati ob knežjem kamnu Celovec/Ljubljana/Dunaj, Mohorjeva založba 1999
- Filozofii subtende - populare verkitaj dialogoj pri bazaj vivsencaj demandoj por junaj ver-sercantoj, Klaǔdiforumo, Hermagoras 2000
- Pisma vzgojiteljem : profesorju, katehetu, očetu, novinarju in uredniku, pravniku, sovražniku, Ljubljana, Družina 2000
- Foje eĉ pensi estas ĝuo - La fruktoj de la filozofio kaj sentencoj, Klaǔdiforumo 2003
- Četrti mag : od pretkanosti do modrosti, Koper, Ognjišče 2000
- La malbabela jaro, 2001
- Tri usode s Koroškega, Ljubljana, Župnijski urad Dravlje 2001
- Kaj je človek? Kakšna korist je od njega? (Sir 18,8), Ljubljana, Župnijski urad Dravlje, 2002
- Mir in vojna : pripombe k razumevanju miru in vojne, Ljubljana, Društvo Apokalipsa, 2004
- Kakor misliš, tako živiš : nauki očeta Tadeja, Ljubljana, Župnijski urad Dravlje, 2004
- Ludvik Bartelj : zamolčani filozof iz Slovenije, Celovec, Katoliška Akcija 2004
- Jacques Maritain : mislec na Tomaževi stezi, Celovec, Katoliška Akcija 2005
- Kristusove skušnjave, Ljubljana, Župnijski urad Dravlje 2005

- CiNii: DA15510124
- Gemeinsame Normdatei: 119067633
- International Standard Name Identifier: 0000 0000 5872 7537
- Library of Congress Control Number: no94011717
- Nationale Bibliotheek van Tsjechië: js2005303670
- Nationale en Universitaire bibliotheek Zagreb: 000042564
- Système universitaire de documentation: 159686997
- Virtual International Authority File: 18023597
- WorldCat: E39PBJtrWRkMWYXG3pYR6GppT3